# سهره رنگین‌کمان
سهره هفت‌رنگ، سهره رنگارنگ، سهره رنگین‌کمان یا سهره گُلدیَن (نام علمی: Chloebia gouldiae) نام یک گونه از تیره سهرگان ریز است. رقص جفت‌گیری پرنده بسیار جالب بوده که حرکات این رقص شامل این سه حرکت است:
تکان دادن سر: هم نر هم ماده این حرکت را انجام می‌دهند.
پرش برای نمایش رنگ‌ها: تنها پرنده نر این حرکت را انجام می‌دهد که در هنگام پرش، آواز خواندن را آغاز می‌کند.
تکان دادن دم: معمولاً در پرنده ماده رایج است.
(تشخیص جنسیت:
پرندگان نر پررنگ‌تر از پرندگان ماده هستند مهم‌ترین نشانه.
پرندگان نر آواز می‌خوانند و پرجنب وجوش تر از پرندگان ماده هستند).

## پرورش
دمای ایده‌آل برای نگهداری این گونه ۲۸ درجه تا ۳۲ درجه است.
غذای سهره هفت‌رنگ، ارزن، تخم کتان، هفت‌تخم، تخم مرغ آب‌پز و برخی میوه‌جات و سبزی‌جات مانند کاهو و سیب است. بهتر است وقتی ارزن و مانند آن را خریداری می‌کنید با آب خالی آن را بشویید زیرا ممکن است سمپاشی شده باشند. پرنده ماده بین ۵ تا ۱۲ تخم می‌گذارد و جوجه‌هایش پس از ۱۵ الی ۲۰ روز سر از تخم بیرون می‌آورند.
در اکثر مواقع برای تکثیر قفسی این موجود تخم آن را زیر سهره پرستار می‌گذارند (فنچ بنگالی).
تا راندمان زادآوری بالا رود و فشاری به جفت زادآور نیاید زیرا این نوع فنچ از قیمت بالایی برخوردار است.

## نگارخانه

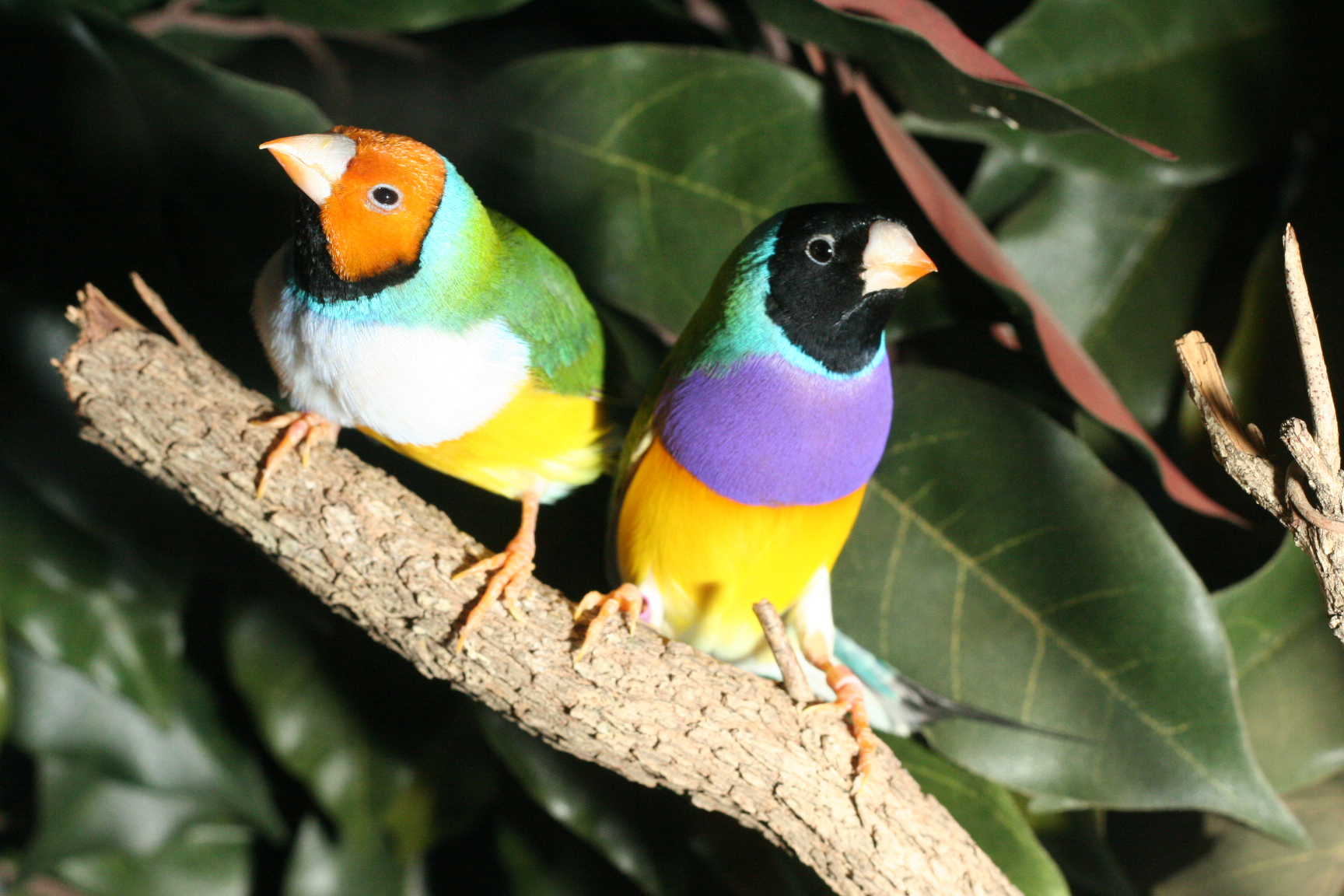
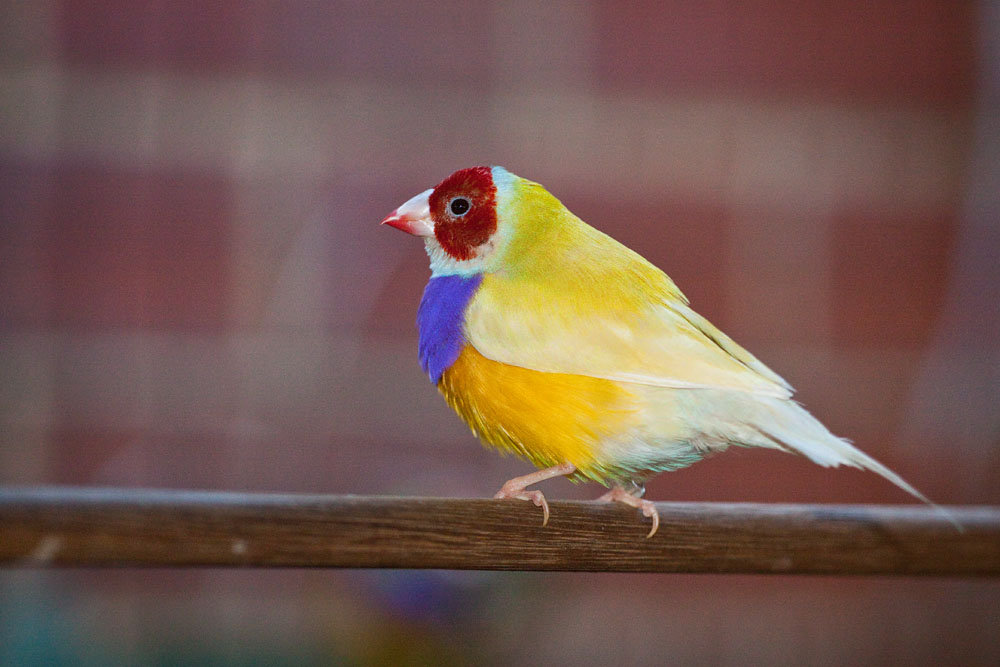